# Prunay-en-Yvelines
Prunay-en-Yvelines település Franciaországban, Yvelines megyében. Lakosainak száma 820 fő (2022. január 1.). Prunay-en-Yvelines Auneau-Bleury-Saint-Symphorien, Ablis, Orcemont, Orphin, Orsonville és Sonchamp községekkel határos.

## Népesség
A település népességének változása:
| Lakosok száma | 811  | 839  | 863  | 870  | 878  | 882  | 861  | 841  | 820  |
|               | 2013 | 2015 | 2016 | 2017 | 2018 | 2019 | 2020 | 2021 | 2022 |